# Claras Geheimnis
Claras Geheimnis (Originaltitel: Clara’s Heart) ist ein US-amerikanisches Filmdrama aus dem Jahr 1988. Die Regie führte Robert Mulligan, das Drehbuch schrieb Mark Medoff anhand eines Romans von Joseph Olshan. Die Hauptrolle spielte Whoopi Goldberg.

## Handlung
Die in Baltimore lebende Leona Hart verliert ihre kleine Tochter. Sie stellt die Afroamerikanerin Clara Mayfield als Haushälterin ein, die sie auf Jamaika kennengelernt hat. Clara kümmert sich um Leonas Sohn David, der als Außenseiter gilt, wie um einen eigenen Sohn. Die Ehe von Leona und Bill kriselt, nach der Scheidung ziehen Leona, David und Clara aufs Land. David sieht seinen Vater an den Wochenenden, manchmal unternehmen Clara und er Ausflüge nach Baltimore.
Clara wirft Leona häufig offen vor, sie würde ihre Rolle als Mutter nicht gut genug wahrnehmen. Sie lässt sich auch von Bill nicht einschüchtern, als sie sich in die Gespräche der einstigen Eheleute über die Zukunft Davids einmischt.
Claras Vergangenheit birgt ein Geheimnis. Um es aufzudecken, durchwühlt David Claras Sachen. Clara wird wütend, erzählt aber etwas später, dass sie einmal einen Sohn hatte. Dieser vergewaltigte im Alter von 15 Jahren ein Mädchen. Als Clara ihn zur Rede stellte, vergewaltigte er ebenfalls die eigene Mutter und tötete sich selbst.
Leona lernt einen neuen Partner kennen, der nach Kalifornien ziehen will. David will bei seinem Vater in Baltimore leben, um in Claras Nähe zu bleiben. Clara merkt, dass sie für ihn zu sehr zu einer Ersatzmutter geworden ist. Sie kündigt und findet einen neuen Job in einem Krankenhaus.
Etwas später kommt David ins Krankenhaus und bedankt sich bei Clara. Clara sagt ihm, ihre Freundschaft würde ihm immer bleiben.

## Kritiken
Roger Ebert schrieb in der Chicago Sun-Times vom 21. Oktober 1988, der Film wäre ein „schlechter Film“ mit einem „großartigen Charakter“, womit er den Charakter von Clara Mayfield meinte. Er bezeichnete die Darstellung von Whoopi Goldberg als „ausgezeichnet“ ("magnificent").

## Auszeichnungen
Neil Patrick Harris wurde im Jahr 1989 für die Filmpreise Golden Globe und Young Artist Award nominiert. Der Film wurde außerdem als Bester Familienfilm – Drama für den Young Artist Award nominiert.